# Moura
Moura [ˈmoɾɐ] („die Maurische [Jungfrau]“ bzw. einfach „die Maurin“ – siehe Wappen) ist eine Stadt im Südosten Portugals.

## Legende
Das Wappen der Stadt versinnbildlicht die Legende, die auf die Zeit der portugiesischen Eroberung der vormals maurischen Stadt zurückgeht. Die Maurin Salúquia, Tochter des maurischen Herrschers der zu jener Zeit Al'Maniha genannten Stadt, sollte Bráfama, Sohn des maurischen Herrschers der nahegelegenen Stadt Awrûs (heute Aroche in der span. Provinz Huelva / lat. Arucci vetus), heiraten. Portugiesische Kreuzritter fingen die Hochzeitsgesellschaft jedoch ab, töteten den Bräutigam und zogen, als Muslime verkleidet, vor die Stadt. Vom Turm aus die Ankunft ihres Bräutigams erwartend, hielt Salúquia die Verkleideten für die Hochzeitsgäste und hieß die Tore öffnen. Kaum hatten die Kreuzritter jedoch begonnen, die Mauren niederzumetzeln, wurde Salúquia klar, dass auch ihr Bräutigam längst getötet worden war. Daraufhin stürzte sie sich vom Turm in den Tod, im Wappen dargestellt.

## Geschichte
Moura erlangte das Stadtrecht im Jahre 1988.
Im Bereich des Landkreises Moura gibt es eine Vielzahl historischer Bauwerke, die teilweise auf das Römische Reich, als Moura Arucci oder Nova Civitas Aruccitana genannt wurde, zurückgehen. Bedeutend ist sowohl der Einfluss der Mauren auf die Stadt als zentralen Ort der damaligen gleichlautenden Provinz Al'Manijah, als auch der des frühen Mittelalters. Als besonderes Bauwerk maurischen Ursprungs ist die Burg von Moura (Castelo de Moura) zu erwähnen, die in der Zeit von 1296 bis 1315 als mittelalterliche Burg ausgebaut wurde.
In der Stadt Moura sowie im Landkreis können noch heute eine große Zahl historischer Bauten, Kirchen und Ruinen besichtigt werden (siehe Sehenswürdigkeiten).

## Verwaltung

### Kreis
Im Südosten an Spanien grenzend, ist Moura Sitz eines gleichnamigen Kreises (concelho). Die Nachbarkreise sind (vom Norden im Uhrzeigersinn beginnend): Mourão, Barrancos, Serpa, Vidigueira, Portel sowie Reguengos de Monsaraz.
Mit der Gebietsreform im September 2013 wurden mehrere Gemeinden zu neuen Gemeinden zusammengefasst, sodass sich die Zahl der Gemeinden von zuvor acht auf sechs verringerte.
Folgende Gemeinden (freguesias) liegen im Kreis Moura, wobei die ersten drei gemeinsam die Stadt Moura bilden:

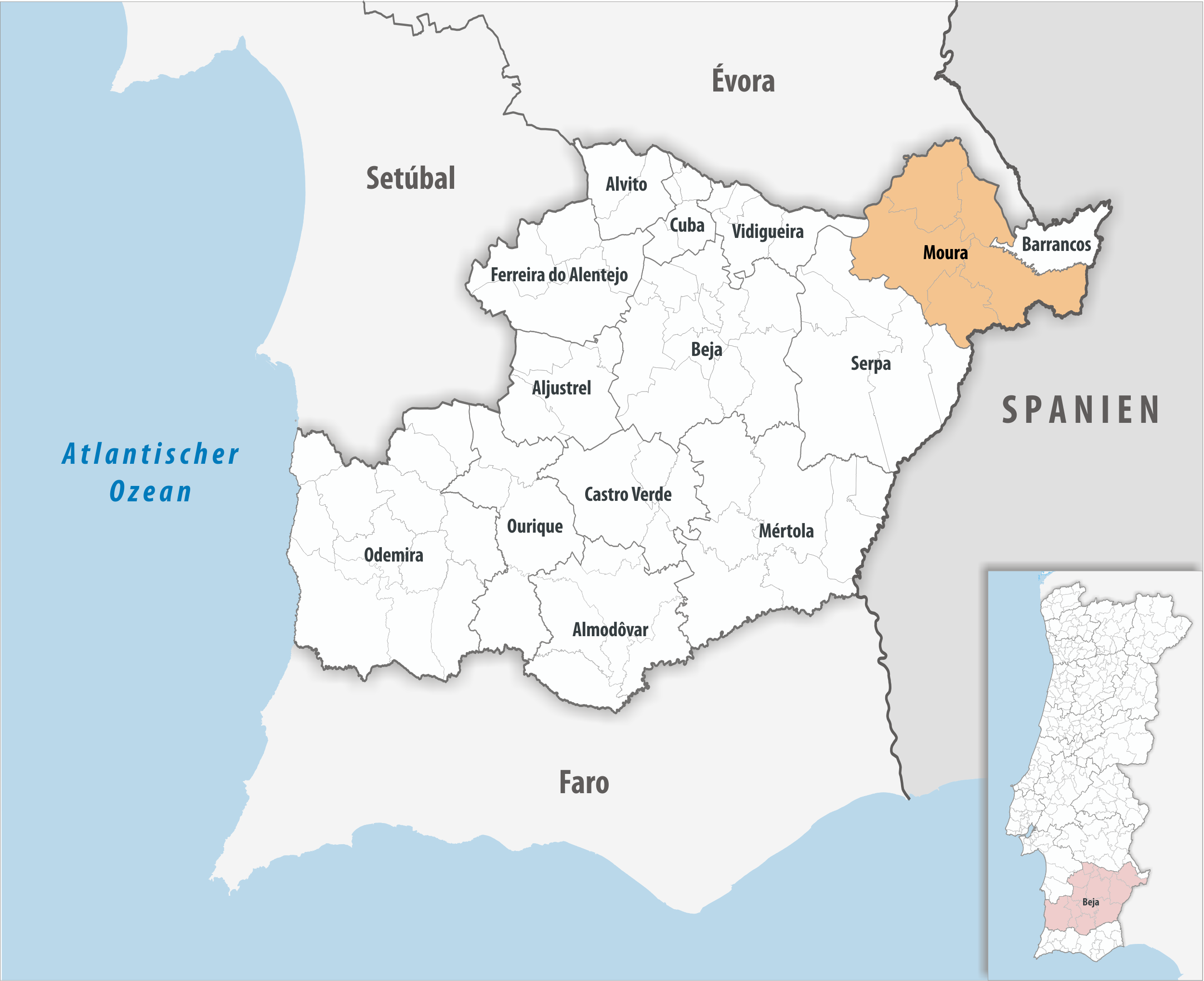
Kreis Moura

| Gemeinde                                                   | Einwohner (2021) | Fläche km² | Dichte Einw./km² | LAU- Code |
| ---------------------------------------------------------- | ---------------- | ---------- | ---------------- | --------- |
| Amareleja                                                  | 2.030            | 108,56     | 19               | 021001    |
| Póvoa de São Miguel                                        | 761              | 187,08     | 4                | 021002    |
| Moura (Santo Agostinho e São João Baptista) e Santo Amador | 8.039            | 287,42     | 28               | 021009    |
| Safara e Santo Aleixo da Restauração                       | 1.566            | 237,20     | 7                | 021010    |
| Sobral da Adiça                                            | 862              | 138,20     | 6                | 021008    |
| Kreis Moura                                                | 13.258           | 958,46     | 14               | 0210      |

### Bevölkerungsentwicklung
| Einwohnerzahl im Kreis Moura (1801–2011) | Einwohnerzahl im Kreis Moura (1801–2011) | Einwohnerzahl im Kreis Moura (1801–2011) | Einwohnerzahl im Kreis Moura (1801–2011) | Einwohnerzahl im Kreis Moura (1801–2011) | Einwohnerzahl im Kreis Moura (1801–2011) | Einwohnerzahl im Kreis Moura (1801–2011) | Einwohnerzahl im Kreis Moura (1801–2011) | Einwohnerzahl im Kreis Moura (1801–2011) | Einwohnerzahl im Kreis Moura (1801–2011) |
| ---------------------------------------- | ---------------------------------------- | ---------------------------------------- | ---------------------------------------- | ---------------------------------------- | ---------------------------------------- | ---------------------------------------- | ---------------------------------------- | ---------------------------------------- | ---------------------------------------- |
| 1801                                     | 1849                                     | 1900                                     | 1930                                     | 1960                                     | 1981                                     | 1991                                     | 2001                                     | 2011                                     |                                          |
| 10.283                                   | 13.130                                   | 17.417                                   | 23.753                                   | 29.106                                   | 19.772                                   | 17.549                                   | 16.590                                   | 15.167                                   |                                          |

### Kommunaler Feiertag
- 24. Juni

### Städtepartnerschaften
- Spanien: Aroche, Provinz Huelva (seit 1994)
- Tunesien: Medjez el-Bab (seit 1995)
- Guinea-Bissau: Bissau (seit 1997)
- Italien: Roccagorga (Kooperationsabkommen)[5]

## Sehenswürdigkeiten
Im Landkreis (Concelho) von Moura
| Beschreibung                                                                                             | Kategorie             | Typ                             | Gemeinde/(Freguesia)        |
| --- | --------------------- | ------------------------------- | --------------------------- |
| Castro da Azougada aus dem 6. bis 4. Jh. v. u. Z.                                                        | Archäologie           | Ausgrabung, befestigte Siedlung | São João Baptista           |
| Kirche São João Baptista oder Mutterkirche von Moura                                                     | Religiöses Bauwerk    | Kirche                          | Stadt Moura                 |
| Pfarrkirche von Santo Aleixo da Restauração                                                              | Religiöses Bauwerk    | Kirche                          | Santo Aleixo da Restauração |
| Pfarrkirche von Safara                                                                                   | Religiöses Bauwerk    | Kirche                          | Safara                      |
| Kirche São Francisco und Kloster São Francisco                                                           | Religiöses Bauwerk    | Kirche, Kloster                 | Stadt Moura                 |
| „Römische“ Brücke aus der Zeit des Restaurationskrieges (1580–1640) über den Fluss Brenhas               | Militärisches Bauwerk | Brücke                          | Stadtrand Moura             |
| Castelo de Moura – Burg, Kirche und verlassenes Dominikanerinnenkloster                                  | Militärisches Bauwerk | Burg, Kloster, Ruinen           | Stadt Moura                 |
| Quartiere von Moura aus der Zeit des Restaurationskrieges                                                | Zivile Architektur    | Gebäude als Soldatenunterkünfte | Stadt Moura                 |
| Kirche São Pedro oder Städtisches Museum Kirchlicher Kunst in Moura                                      | Religiöses Bauwerk    | ehem. Kirche, Museum            | Stadt Moura                 |
| Convento do Carmo – älteste/s Karmeliterkirche und Karmeliterkloster auf der Iberischen Halbinsel (1250) | Religiöses Bauwerk    | Kirche, ehem. Kloster           | Stadt Moura                 |
| Mouraria de Moura – Siedlungsviertel der arabischen Bevölkerung nach der Reconquista                     | Architektur           | Siedlungsviertel                | Stadt Moura                 |
| Galeria dolménica und Anta na Herdade da Negrita oder Pedra das Antas und Anta das Pedras Tanchadas      | Archäologie           | Megalithische Monumente         | Santo Aleixo da Restauração |
| Atalaia Magra oder Atalaia da Cabeça Magra – Verteidigungsturm gegen Kastilien aus dem 13. Jh.           | Militärisches Bauwerk | Turm, Ruine                     | Santo Agostinho             |
| Lagar de Varas de Fojo – Olivenölmühle aus dem 19. Jh. bis 1941 in Betrieb                               | Architektur           | Ölmühle, Museum                 | Stadt Moura                 |
| Kirche Nossa Senhora da Estrela                                                                          | Religiöses Bauwerk    | Kirche                          | Póvoa de São Miguel         |
| Castro dos Ratinhos oder Outeiro dos Castelos – Siedlung vermutlich aus der Eisenzeit                    | Archäologie           | Ausgrabung, befestigte Siedlung | Stadtrand Moura             |

## Söhne und Töchter der Stadt
- Inocêncio Camacho Rodrigues (1867–1943), Bankmanager und Politiker
- Mário Corino de Andrade (1906–2005), Neurologe
- Eunice Muñoz (1928–2022), Schauspielerin
- Miguel Garcia (* 1983), Fußballspieler
- Miguel Sinfrónio (* 1999), Volleyballspieler